# Jean XV
Jean XV, né à Rome sous le nom de Giovanni di Gallina Alba, et mort en mars 996, est le 137e pape de l'Église catholique durant 10 ans et 7 mois, d'août 985 à sa mort en mars 996. Il est à l'origine de l'idée de trêve de Dieu.

## Biographie
Après que le pape Jean XIV eut été détrôné par la force, l'antipape Boniface VII régna onze mois jusqu'à sa mort en juillet 985. Un romain du nom de Jean, qui serait fils de Leo un prêtre romain, fut alors élu pape, et couronné entre le 6 août et le 5 septembre 985. Plus tard, quelques chroniqueurs (comme Marianus Scotus ou Geoffroy de Viterbo) et des catalogues papaux donnèrent comme successeur immédiat de Boniface un autre Jean, fils de Robert, supposé avoir régné quatre mois, et certains historiens le considèrent dans la liste des papes comme le « véritable » Jean XV. Bien qu'il soit avéré que ce pape Jean XV n'ait jamais existé, le fait même qu'il fut catalogué comme tel par certains historiens a introduit une certaine confusion dans la liste des papes, le vrai Jean XV étant parfois affublé du numéro de règne XVI.
À cette époque, le patricien Jean Crescentius, fils du duc Crescenzi, avait obtenu avec l'appui de ses partisans le contrôle total du pouvoir temporel à Rome. Selon les chroniqueurs de l'époque, l'influence de Crescentius devint si pénible pour le Pape, auquel il interdisait l'accès à Rome sauf versement de pots-de-vin, qu'il s'enfuit en Toscane et rechercha l'appui de l'impératrice du Saint-Empire Théophano Skleraina, mais céda finalement devant les promesses de Crescentius et revint à Rome. De fait, Jean XV passa le reste de son pontificat sous l'influence du puissant patricien, bien qu'il parvint à maintenir des relations amicales avec la cour d'Allemagne et les deux impératrices Adélaïde de Bourgogne, veuve d'Otton Ier, et Théophano, veuve d'Otton II du Saint-Empire, alors en conflit. Le légat du pape, Léon de Trevi, parvint à faire conclure entre les parties la Paix de Rouen (1er mars 991) ratifiée par une bulle papale.
Une sérieuse dispute se produisit lors du pontificat de Jean XV à propos du siège archiépiscopal de Reims, et la médiation papale ne conduisit, dans un premier temps, à aucun résultat. Hugues Capet, qui avait été porté sur le trône de France, fit d'Arnoul de France, un neveu du duc Charles de Basse-Lotharingie, l'archevêque de Reims en 988. Charles était un adversaire de Hugues Capet, et parvint à prendre Reims en faisant prisonnier son archevêque. Cependant, Hugues, considérant Arnoul comme un traître, demanda au Pape de le déposer. Avant que sa demande obtienne une réponse, Hugues captura le duc Charles et l'archevêque Arnoul, et convoqua un synode à Reims en juin 991, lors duquel Arnoul fut déposé et l'abbé Gerbert d'Aurillac (futur pape Sylvestre II) fut choisi pour lui succéder. Ces méthodes furent rejetées par Rome, bien que le synode tenu ensuite à Chelles ait avalisé les décrets de celui de Reims. Le Pape enjoignit aux évêques français de tenir un synode indépendant à Aix-la-Chapelle afin de reconsidérer le problème. Lorsqu'ils refusèrent, il les convoqua à un synode à Rome, mais ils lui opposèrent les situations instables en France et en Italie pour ne pas obéir à cette convocation. Jean XV envoya l'abbé Léon de Saint-Boniface en France comme légat, avec pour instructions de convoquer un synode des évêques français et allemands à Mousson. Seuls les évêques allemands s'y rendirent, les français étant arrêtés sur la route par les rois des Francs Hugues Capet et Robert II le Pieux. Gerbert d'Aurillac essaya de se disculper au synode s'étant tenu le 2 juin 995 mais fut condamné et suspendu jusqu'au 1er juillet, lorsqu'un nouveau synode fut tenu à Reims. Suivant les exhortations du légat, la déposition d'Arnoul fut considérée comme illégale. Après la mort d'Hugues Capet le 23 octobre 996, Arnoul fut relâché et en 997 le Saint-Siège confirma sa restauration dans toutes ses prérogatives. Gerbert d'Aurillac se rendit à la cour impériale à Magdebourg, et devint précepteur du futur empereur du Saint-Empire Otton III.
Lors d'un synode romain s'étant tenu au Latran le 31 janvier 993, l'évêque Ulrich d'Augsbourg fut solennellement canonisé, évènement annoncé aux évêques français et allemands dans une bulle datée du 3 février : il s'agit de la première canonisation solennelle prononcée par un pape. Jean XV conféra de nombreux privilèges aux églises et couvents, et fut mécène et protecteur des moines de Cluny. En 996, l'empereur Otton II souhaitait profiter d'un voyage en Italie pour obtenir un couronnement impérial par le Pape, mais Jean XV meurt en mars, alors qu'Otton II n'arriva que le 12 avril à Pavie, où il célébra Pâques.
Jean XV est inhumé dans l'antique basilique Saint-Pierre de Rome.